# Den sista cigarretten
Den sista cigarretten är en roman av Klas Östergren, utgiven 2009 av Bonniers förlag.
Den är på samma gång en satirisk skildring och en kritisk analys av 1980-talet, och framför allt av den tidens postmodernistiska syn på konst. Nils Dardels tavla Den döende dandyn spelar en – inte minst symboliskt – viktig roll i romanen, som rymmer såväl filosofiska frågeställningar om konstens etiska gränser som humoristisk satir och tragiska skildringar av mänskliga tillkortakommanden.

## Mottagande
"Klas Östergren har skrivit en helt strålande berättelse, underhållning på högsta och sublimaste nivå, där även kärleken och personliga tragedier får spela sina roller. Få kan som han hålla ihop ett stort material utan att det blir luckor och oklara sammanhang...Så lysande!" - Mats Gellerfelt i SVD